# Straßburg, Koroška
Straßburg je mesto in občina z 2036 prebivalci v okrožju Šentvid ob Glini na Koroškem. 

## Zgodovinska poslovenjena inačica imena
V zgodovinskih uradnih dvojezičnih krajevnih imenikih za časa habsburške monarhije, zlasti titih iz let 1849 in 1854, ki beležijo dvojezična krajevna imena za celo kronovino Koroško - in so zanimiva s stališča pravne zgodovine - sicer najdemo poslovenjeni inačiči za nemško krajevno ime Straßburg. Vendar iz kontekstualne analize že takrat lahko sklepamo, da nista avtentični ampak samo fonetično poslovenjeni. Zapisani sta varianti Štrasberg in Strasberg.
V razliki do nekaterih drugih krajevnih imen severne Koroške, ki imajo žive slovenske vzporednice kot Breže ali Stari dvor in Krka to ne velja za Straßburg. Gotovo ne velja za navedena slovenska krajevna imena vasic v občini Straßburg, ki so po metodiki bila v celoti prenesena s krajev z enakimi imeni na Južnem Koroškem. Tudi Kranzmayer ne podaja slovenske etimologije ali inačice. Referenčno delo je Enciklopedija slovenske kulturne zgodovine na Koroškem.
Glede zgodovinsko uradnih dvojezičnih krajevnih imen na severnem Koroškem glej Enciklopedijo slovenske kulturne zgodovine na Koroškem in sicer geslo "Ortsrepertorium", kjer so navedeni viri in literatura.

## Geografija
Mesto in občina ležita na severu Koroške v dolini Krke sredi Krških Alp. 
Sosednje občine (v smeri urnega kazalca od severa) so: Motnica/Metnitz, Breže, Mihaelova vas/Micheldorf, Stari dvor/Althofen, Molnek/Mölbling, Krka/Gurk in Prečpolje ob Krki/Weitensfeld im Gurktal.
Občina je razdeljena na tri katastrske občine: St. Georgen, Straßburg-Land und Straßburg-Stadt. V njej je 50 naselij (v oklepajih je število prebivalcev z dne 31. oktobra 2011):
| - Bachl (9) - Buldorf (0) - Dielach (0) - Dobersberg (19) - Dörfl (0) - Drahtzug (9) - Kazaze (Edling) (8) - Gassarest (6) - Glabötsch (8) - Gruschitz (16) - Gundrska vas (Gundersdorf) (30) - Hackl (20) - Uha vas (Hausdorf) (20) | - Herd (25) - Hohenfeld (17) - Höllein (5) - Kraßnitz (19) - Kreuth (17) - Kreuzen (17) - Kulmitzen (1) - Langwiesen (31) - Lees (13) - Lieding (2) - Machuli (53) - Mannsdorf (18) - Mele (Mellach) (80) | - Mitterdorf (15) - Moschitz (6) - Olschnitz (19) - Olschnitz-Lind (13) - Olschnögg (20) - Pabenberg (0) - Pöckstein-Zwischenwässern (Medvode) (59) - Pölling (13) - Ratschach (10) - Sankt Georgen (52) - Sankt Jakob (7) - Sankt Johann (31) | - Sankt Magdalen (8) - Sankt Peter (19) - Schattseite (35) - Schmaritzen (22) - Schneßnitz (33) - Straßburg (Straßburg-Stadt) (1251) - Unteraich (11) - Unterfarcha (13) - Unterrain (9) - Wildbach (29) - Wilpling (6) - Winklern (25) |

## Prebivalstvo
Po popisu prebivalstva iz leta 2001 je imel Straßburg 2335 prebivalcev, 95,0 % avstrijskega in 1,3 % bosanskega državljanstva. 90,8 % prebivalcev je rimskokatoliške vere, 1,0  % je protestantov in 2,2 % muslimanov. 3,3 % prebivalcev ni vernih.

## Zgodovina
Kraj je bil prvič omenjen leta 864, ko je nemški kralj Ludvik Pobožni podaril Salzburški nadškofiji tukaj posest. Grad Straßburg je bil zgrajen leta 1147. Zgradil ga je četrti krški škof Roman I. V 15. stoletju je bil razširjen in je bil do 18. stoletja sedež krških škofov. Sedež škofov je bil v mestu zelo pomemben, tako da je Straßburg leta 1229 dobil status trga in se že leta 1382 prvič omenja kot mesto. Uradno je postal mesto leta 1402, ko je bil knezoškof  Konrad III. von Helfenberg.
Straßburg je bil hudo poškodovan v potresu leta 1767, zato se je rezidenca škofov sprva preselila v grad Pöckstein in leta 1787 v Celovec. Uradi škofovske uprave so ostali v Straßburgu do leta 1858.

## Znamenitosti
- Grad Štrasburg (Straßburg), nekdanja rezidenca knezoškofa Krške škofije,
- Grad Pöckstein,
- župnijska cerkev svetega Nikolaja, Štrasburg,
- župnijska cerkev svete Margarete v Liedingu: romansko jedro je bilo zgrajeno leta 1200, kor in zvonik v 14. stoletju.

## Pobrateni  mesti
- Strasburg (Uckermark), Nemčija
- Treppo Grande, Italija